# Obere Mühle (Deidesheim)
Die Obere Mühle war eine ehemalige Wassermühle im Tal des Mußbaches in der Haardt, einem Mittelgebirgszug am Ostrand des Pfälzerwalds (Rheinland-Pfalz). Sie war neben der Platzschen Mühle, der Unteren Mühle und einer Wappenschmiede, die später durch das Forsthaus Benjental überbaut wurde, eine der vier Eselsmühlen in diesem Tal.

## Lage
Die Mühle lag im unteren Teil des Silbertals, etwa 100 Meter oberhalb des Zulaufes des Benjentals in das Tal des Mußbaches, wo es in das Gimmeldinger Tal übergeht. In unmittelbarer Nähe finden sich die Reste der Gienanthschen Eisenschmiede. Die Reste der ehemaligen Unteren Mühle finden sich etwa 300 Meter talabwärts.

## Geschichte
Die Errichtung einer Mahlmühle wurde erstmals 1711 erwähnt. Mit der Errichtung einer Zollgrenze zwischen dem Hochstift Speyer (Deidesheimer Gemarkung) und der Kurpfalz (Gimmeldinger Gemarkung) im Jahr 1715 durch die wittelsbachischen Kurfürsten erfolgte der Transport des Getreides und Mehls mittels Esel über den Südwest- und Westhang des Stabenbergs nach Deidesheim, um die Zölle zu vermeiden. Daher resultiert der Name „Eselsmühle“. Die Zölle wurden 1794 durch die französische Besatzungsmacht infolge des Ersten Koalitionskriegs abgeschafft. Ab dem Jahr 1799 wurde die Mühle als Sägemühle weiterbetrieben. Urkundlich erwähnt ist der Kauf der Mühle 1858 durch den Wappenschmied Georg Koch aus Annweiler, so dass die Mühle in eine Wappenschmiede umgewandelt wurde. 1874 wurde sein Enkel Peter Koch, der spätere Maler, Bürgermeister und Ehrenbürger von Gimmeldingen in diesem Gebäude geboren. Das Anwesen wurde 1892 durch die Gemeinde Mußbach gekauft, die ab 1904 im Gebäude eine Gastwirtschaft „Pfälzer Waldhaus Wappenschmiede“ betrieb. Später ab 1919 wurde das Haus privat vermietet und musste 1958 wegen Baufälligkeit abgerissen werden. Heute ist der Talabschnitt wieder vollständig bewaldet.

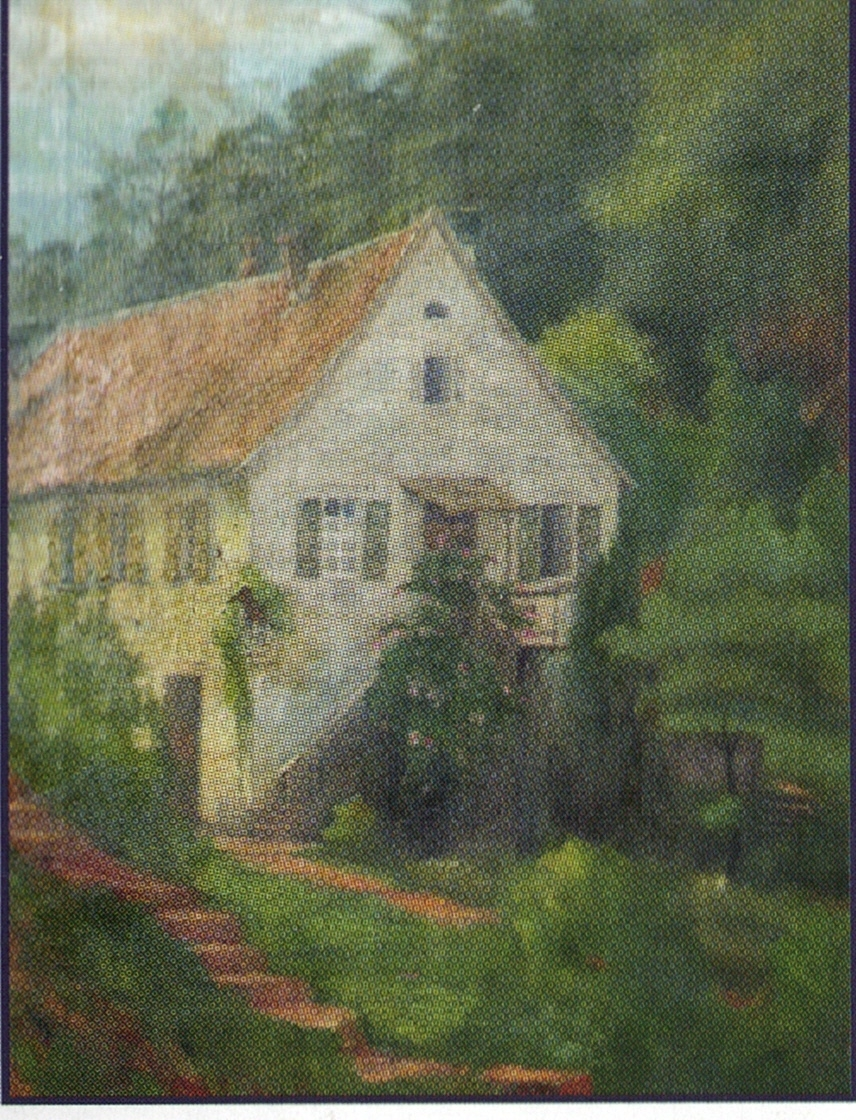
Obere Mühle im Jahr 1896
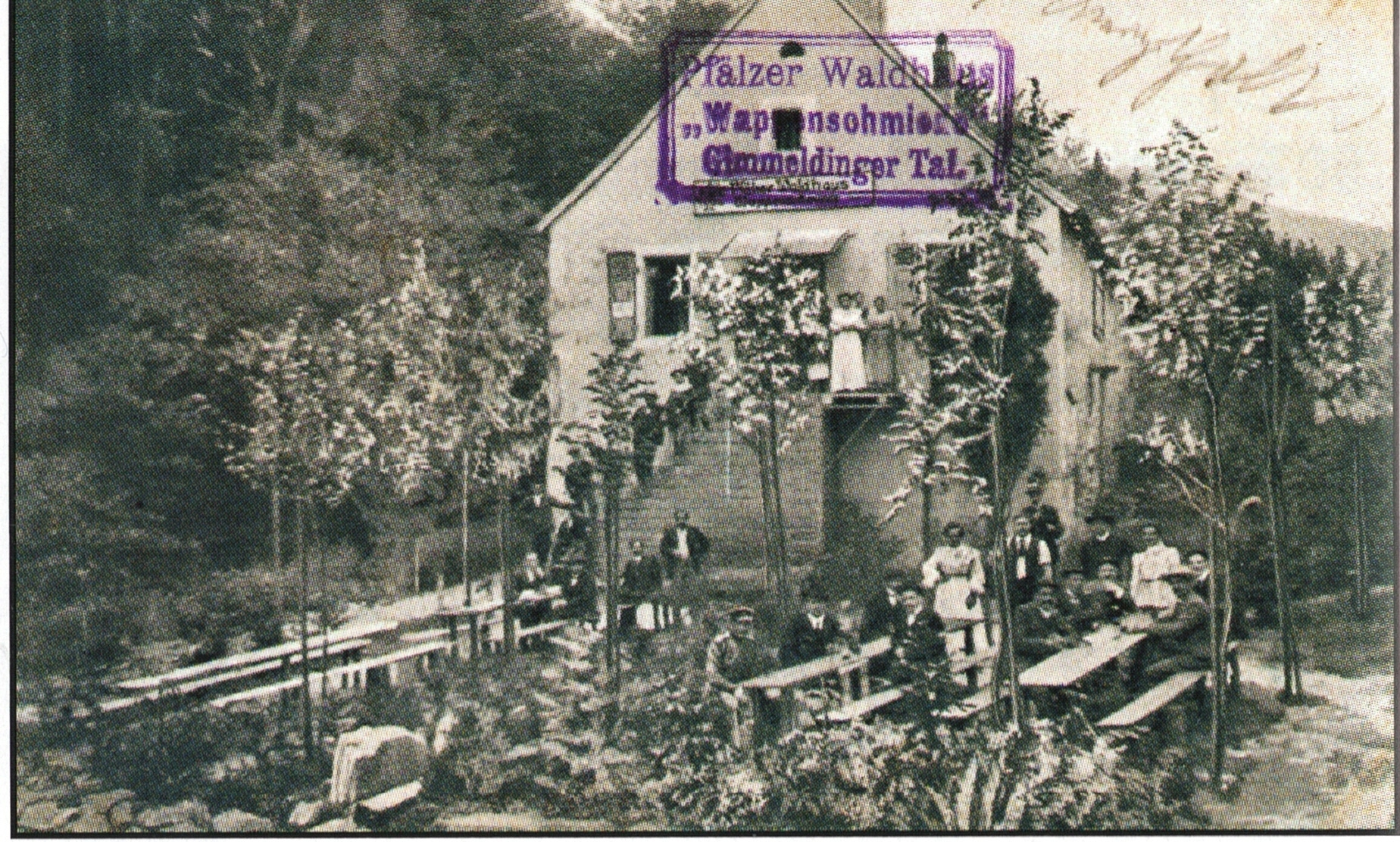
Pfälzer Waldhaus Postkarte von 1908

## Zugang und Wandern
Entlang des Verlaufes des Mußbaches führt ein markierter Wanderweg des Pfälzerwald-Vereins an allen ehemaligen Mühlen vorbei. Einkehrmöglichkeiten finden sich am Alten Jagdhaus Looganlage und am Forsthaus Benjental. Ausgehend von Gimmeldingen ist der Weg bis zu den Wanderhütten so ausgebaut, dass er auch mit Kinderwagen bewältigt werden kann. Ab dem Forsthaus Benjental führt ein leichter Wanderpfad innerhalb von 15 Minuten zum ehemaligen Standort der Oberen Mühle. Der lokale Themenwanderweg Eselsweg erinnert an den historischen Weg zur Zeit des Bestehens der Zollgrenze.